# New Bloomfield
New Bloomfield és una població dels Estats Units a l'estat de Missouri. Segons el cens del 2000 tenia 599 habitants.

## Demografia
Segons el cens del 2000, New Bloomfield tenia 599 habitants, 237 habitatges, i 158 famílies. La densitat de població era de 492,1 habitants per km².
Dels 237 habitatges en un 41,4% hi vivien nens de menys de 18 anys, en un 50,6% hi vivien parelles casades, en un 15,2% dones solteres, i en un 33,3% no eren unitats familiars. En el 31,2% dels habitatges hi vivien persones soles el 16% de les quals corresponia a persones de 65 anys o més que vivien soles. El nombre mitjà de persones vivint en cada habitatge era de 2,53 i el nombre mitjà de persones que vivien en cada família era de 3,2.
Per edats la població es repartia de la següent manera: un 30,7% tenia menys de 18 anys, un 6,2% entre 18 i 24, un 34,6% entre 25 i 44, un 17% de 45 a 60 i un 11,5% 65 anys o més.
L'edat mediana era de 33 anys. Per cada 100 dones de 18 o més anys hi havia 79,7 homes.
La renda mediana per habitatge era de 32.969 $ i la renda mediana per família de 41.023 $. Els homes tenien una renda mediana de 25.556 $ mentre que les dones 23.125 $. La renda per capita de la població era de 15.180 $. Entorn del 6,5% de les famílies i el 9,1% de la població estaven per davall del llindar de pobresa.

## Poblacions més properes
El següent diagrama mostra les poblacions més properes.